# Echemella occulta
Echemella occulta är en spindelart som först beskrevs av Benoit 1965.  Echemella occulta ingår i släktet Echemella och familjen plattbuksspindlar.
Artens utbredningsområde är Kongo. Inga underarter finns listade i Catalogue of Life.